# Harlem Heat
Harlem Heat fue un equipo de lucha libre profesional activo en 1990 en World Championship Wrestling, compuesto por los hermanos Booker T y Stevie Ray. El dúo ganó el título Campeones Mundial de WCW por Parejas en diez ocasiones.

## Historia

### The Ebony Experience (1992)
En 1989, Booker T y Stevie Ray comenzaron a pelear como pareja en "The Huffman Brothers" en la Alianza de Lucha Occidental de Ivan Putski. Pronto, la WWA dejó de existir y los dos hermanos cambiaron a las federaciones de circuito independiente hasta que fueron notados por Skandor Akbar que los llevó a la Global Wrestling Federation en 1992. Los dos se llamaron a sí mismos The Ebony Experience y conquistaron rápidamente Campeonato en Parejas de GWF derrotando a Goodfellows ("Gorgeous" Gary Young & Steve Dane). Su primer reino como campeones duró solo una semana antes de ser derrotado por The Blackbirds ( "Iceman "Rey Parsons y Acción Jackson). Booker y Stevie Ray recuperaron los cinturones del equipo en septiembre.
El segundo reino (ligeramente más largo que el anterior) terminó a manos de Rough Riders (Black Bart y Johnny Mantell) el 23 de octubre. La pérdida del título obligó a Booker T a operarse sobre la rodilla debido a una lesión que había sufrido durante la lucha. A principios de 1993, la experiencia de ébano volvió a la acción, chocando con los nuevos campeones de pareja Bad Breed ( Axl & Ian Rotten). El 26 de febrero ganaron los cinturones de etiqueta por tercera vez, convirtiéndose en la única pareja que los ganó tres veces. Esta vez el reino duró hasta el 7 de mayo cuando fueron derrotados por los sementales sicilianos (Guido Falcone y Vito Mussolini). Poco después, Booker T y Stevie Ray abandonaron la federación para unirse al World Championship Wrestling.

### Harlem Heat (1993-2000)
En agosto de 1993, debutaron como Harlem Heat, con Booker rebautizado como Kole y Lash se convirtió en Kane en su lugar.  Se indicó que provenían de Harlem, el infame barrio negro de Nueva York, principalmente afroamericanos.  Originalmente, su truco era el de los "esclavos negros" ganados a las cartas por el gerente Col. Rob Parker, pero todo el asunto fue archivado debido a las temidas acusaciones de racismo que el argumento podría generar. Los dos se convirtieron en una pareja de tacones y pelearon juntos con Vader y Sid Vicious en el WarGames Match hasta 'Fall Brawl 1993,  contra Sting, Davey Boy Smith, Dustin Rhodes, y The Shockmaster. Perdieron el partido pero su perfil subió gracias al calibre de sus oponentes.
En 1994 Sherri se convirtió en el encargado de la pareja y los dos recuperaron los nombres Booker T y Stevie Ray, a petición expresa de ellos.  A finales de 1994, ganaron el primero de sus diez Campeones Mundial de WCW por Parejas, derrotando al Stars & Stripes (The Patriot & Marcus Alexander Bagwell).  Sustituyeron a Sherri por Jacqueline como su nuevo mánager, dieron la vuelta y se convirtieron en las favoritas del público.
Más tarde tuvieron una disputa con The Amazing French Canadians, el Enemigo Público, Los Steiners, y miembros del nWo.  Stevie tuvo que tomar un descanso de cinco meses del ring para recuperarse de una lesión en el tobillo y Jacqueline cambió a WWF mientras Booker se concentraba con éxito en la competición individual, logrando ganar el Campeonato Mundial de Televisión de la WCW durante la ausencia de su hermano.  Cuando Stevie regresó a WCW, decidió unirse al New World Order, mientras que Booker T continuó su ascenso al éxito como luchador individual.
A mediados de 1999, Booker logró convencer a Stevie de que dejara la nWo y volviera a unir a la pareja de Harlem Heat.  Los dos derrotaron a Bam Bam Bigelow y a Kanyon al ganar los títulos de WCW World Tag Team una vez más en el 1999 ppv Road Wild:  2007 Almanaque de lucha libre y libro de hechos|opera="Las cartas históricas de la lucha libre"|editor=Kappa Publishing|anno=2007|pp=150}}</ref> antes de reimprimirlas a favor de Barry & Kendall Windham.
Cuando los The Filthy Animals fueron privados de los títulos de WCW World Tag Team debido a una lesión sufrida por Rey Mysterio, Jr., los cinturones quedaron vacíos y se ofrecieron para ser agarrados en ppv Halloween Havoc 1999.  En esta ocasión, Harlem Heat ganó su décimo y último título de WCW World Tag Team Championship al vencer al First Family.  (Hugh Morrus & Brian Knobbs) y The Filthy Animals (Konnan & Billy Kidman) en una lucha de tres parejas.
A finales de 1999, un culturista llamado Midnight se unió a Harlem Heat.  Mientras que a Booker T parecía gustarle la adición, Stevie Ray se negó a ser ayudada por ella y comenzó a pelear con Booker T.  Más tarde, Stevie Ray desafiaría a Midnight en un partido que decidiría si se quedaba o no en el grupo.  Después de ser sorprendentemente derrotado por la mujer, Stevie Ray atacó tanto a Booker T como a Midnight sancionando, de hecho, el final del Harlem Heat.

### Reunión (2015)
El 21 de febrero de 2015, Booker T y Stevie Ray se reunieron como Harlem Heat para pelear un último partido en la federación Reality of Wrestling (propiedad de Booker T) durante el evento "The Final Heat", donde derrotaron a los Cuerpos Celestiales al ganar el Campeonato en Parejas de ROW. El 14 de marzo los títulos quedaron vacantes.

## Campeonatos y logros
- Cauliflower Alley Club
  - Tag Team Award (2018)[9]
- Global Wrestling Federation
  - GWF Tag Team Championship (3 veces)[5]
- Pro Wrestling Illustrated
  - Tag Team of the Year (1995, 1996)
  - Ranked No. 62 of the 100 best tag teams of the PWI Years in 2003
- Reality of Wrestling
  - ROW Tag Team Championship (1 vez)[10]
- World Championship Wrestling
  - WCW World Tag Team Championship (10 veces)[5]
  - WCW World Television Championship (7 veces) – Booker T (6), Stevie Ray (1)
- WWE
  - WWE Hall of Fame (2019)